# Leptasthenura striata
A Leptasthenura striata a madarak (Aves) osztályának verébalakúak (Passeriformes) rendjébe és a fazekasmadár-félék (Furnariidae) családjába tartozó faj.

## Rendszerezése
A fajt Rodolfo Amando Philippi és Christian Ludwig Landbeck írták le 1863-ban, a Synallaxis nembe Synallaxis striata néven.

## Alfajai
- Leptasthenura striata albigularis Morrison, 1938
- Leptasthenura striata striata (Philippi & Landbeck, 1863)
- Leptasthenura striata superciliaris Hellmayr, 1932[2]

## Előfordulása
Chile és Peru területén honos. Természetes élőhelyei a szubtrópusi és trópusi hegyi esőerdők és magaslati cserjések. Állandó, nem vonuló faj.

## Megjelenése
Testhossza 16 centiméter, testtömege 8-10 gramm.

## Természetvédelmi helyzete
Az elterjedési területe nagyon nagy, egyedszáma ugyan csökken, de még nem éri el a kritikus szintet. A Természetvédelmi Világszövetség Vörös listáján nem fenyegetett fajként szerepel.